# Collateral Damage – Zeit der Vergeltung
Collateral Damage – Zeit der Vergeltung aus dem Jahr 2002 ist ein US-amerikanischer Actionthriller mit Arnold Schwarzenegger in der Hauptrolle.
Bei einem Bombenattentat verliert der Feuerwehrmann Gordy Brewer Frau und Kind. Auf eigene Faust begibt er sich nach Kolumbien, um sich am Attentäter Claudio Perrini zu rächen. Nach einigen erfolgreichen Aktionen gegen die Terrororganisation gerät Brewer in Gefangenschaft des Attentäters. Dort kann er das Vertrauen der Ehefrau des Attentäters gewinnen. Um einen weiteren Anschlag zu vereiteln, kehren die beiden in die USA zurück. Gerade noch rechtzeitig bemerkt Brewer die wahre Absicht seiner vermeintlichen Komplizin.
Die Filmhandlung basiert auf dem geschichtlichen Hintergrund des bürgerkriegsähnlichen Konflikts in Kolumbien.

## Handlung
Der Feuerwehrmann Gordy Brewer muss hilflos mitansehen, wie seine Frau Anne und sein Sohn Matt in einem Straßencafé in Los Angeles bei einem Bombenattentat auf das kolumbianische Konsulat ums Leben kommen. Zu dem Anschlag bekennt sich die kolumbianische Guerillagruppe „CLC“ unter der Führung von Claudio Perrini, welcher sich auch „El Lobo“ (der Wolf) nennt. Perrini selbst brachte, als Motorrad-Polizist getarnt, die Bombe zur Explosion.
Nachdem ein Sympathisant der Guerilla-Gruppierung im Interview die zivilen Opfer als Kollateralschaden bezeichnet, verwüstet Brewer die Büros der Sympathisanten. Als er von dem CIA-Verantwortlichen Peter Brandt erfährt, dass die US-Regierung aus diplomatischen Gründen die Suche nach dem „Wolf“ nicht ernsthaft verfolgt, entscheidet sich Brewer, auf eigene Faust nach Kolumbien zu reisen, um in das von den Guerillagruppen beherrschte Gebiet einzudringen und Perrini zu finden.
Kaum hat Brewer kolumbianisches Gebiet betreten, gerät er zwischen die Fronten der US-gestützten Regierung und der Guerilla. So wird der Reisebus, welchen Brewer für die Reise ins Landesinnere bestiegen hat, bei einer Razzia von Paramilitärs aufgehalten, Brewer kann jedoch die Flucht ergreifen und sich zu Fuß nach Mompós durchschlagen. Dort will Brewer sich einen gefälschten Pass beschaffen, mit dem er ins Guerillagebiet einreisen kann. In Mompós begegnet er der ihm zu diesem Zeitpunkt unbekannten Ehefrau von Perrini und ihrem Sohn. Dann wird er auf der Straße erkannt und von der Polizei eingesperrt. Im örtlichen Gefängnis teilt Brewer die Zelle mit dem Mechaniker Sean Armstrong, der einen Pass für die Guerillazone besitzt.
In der Nacht stürmen Guerillas unter Anführung von Claudio Perrini das Gefängnis, um ihre dort einsitzenden Kämpfer zu befreien. Brewer gelingt zusammen mit Armstrong die Flucht, wobei er Armstrong zur Herausgabe seines Passes nötigen kann. Armstrong nennt Brewer mit dem Kokainproduzenten Felix Ramirez auch seinen Arbeitgeber im Guerillagebiet.
Mit Armstrongs Pass und Hilfe gelingt es Brewer, am folgenden Tag auf einem Boot die Grenze des Guerillagebietes zu erreichen. Dort stellt er sich als deutscher Mechaniker „Beckmann“ und Ersatz für Armstrong vor. Brewer erhält den Auftrag, auf Ramirez’ Kokainplantage einen Dieselgenerator zu reparieren. Da Ramirez und seine Leute nicht aufpassen, kann er stattdessen die elektrische Beleuchtung der Plantage mit Hilfe von Aceton manipulieren und zur Sprengung vorbereiten.
Inzwischen haben die Guerillas erfahren, dass Brewer ihr Gebiet betreten hat. Perrini bestraft den zuständigen Wächter, indem er ihm eine lebende Schlange den Rachen hinabzwingt (die im Film gezeigte Schlange soll vermutlich eine Korallenotter darstellen, ist aber in Wirklichkeit eindeutig eine – harmlose – Scharlachnatter). Als die Guerillas abends auf der Suche nach dem Feuerwehrmann die Plantage von Ramirez durchsuchen und diesen erschießen, zündet Brewer seine vorbereiteten Sprengsätze. Im Durcheinander kann sich Brewer unter dem Lastwagen der Guerilla festklammern, so dass er direkt in Perrinis Versteck gefahren wird.
Im Versteck von Claudio Perrini angekommen, gelingt es Brewer unbemerkt, eine mit einem Zeitzündermechanismus präparierte Handgranate zu platzieren. Vor dem Gebäude kommen ihm die junge Frau mit Kind entgegen, die ihm bereits einmal in Mompós begegnete. In Erinnerung an den Bombentod seiner eigenen Familie muss er sie aufhalten, bis die Detonation erfolgt. Perrini bemerkt das und kann ebenfalls dem Attentat entgehen; Brewer wird überwältigt.
Als Brewer anderntags im CLC-Basislager aufwacht, wird er von jener Frau gepflegt, deren Leben er am Vortag rettete. Brewer erfährt, dass sie Claudio Perrinis Ehefrau ist und der Junge Mauro ein von ihr aufgenommenes Waisenkind. Nach einer heftigen Rauferei zwischen dem gefesselten Brewer und Claudio Perrini sowie einigen Wachleuten setzt sich Selena dafür ein, dass Brewer am Leben bleibt. Selena lässt Brewer wissen, dass sie einen weiteren von Claudio geplanten Bombenanschlag in Washington nicht verantworten kann. Sie befreit ihn in der Absicht, gemeinsam nach Washington zu reisen, um Claudio von seinem Vorhaben abzubringen.
Auf Satellitenbildern konnte Peter Brandt inzwischen den Aufenthaltsort von Brewer und Perrini ausmachen. Mit der eigentlichen Absicht, Perrini zu fassen, entscheidet die CIA, mit Helikoptern eine Befreiungsaktion durchzuführen. Die Männer der CIA können Brewer zusammen mit Selena und ihrem Sohn Mauro in Gewahrsam nehmen. Sie fliegen die drei nach Washington und bringen sie direkt in ein Lagezentrum im US-Außenministerium, wo das Attentat vereitelt werden soll. Durch die Aussage von Selena wird das Bahnhofsgebäude Union-Station als Anschlagsziel identifiziert und durchsucht. Tatsächlich hat Perrini in der Bahnhofshalle einen Koffer deponiert, der sich jedoch als leer herausstellt.
Als Selena mit einer Sicherheitsbeamtin die Toilette aufsucht, erkennt Brewer die wahre Absicht der angeblichen Verbündeten. Eine Explosion soll, von Selena mit ihrem Mobiltelefon ausgelöst, direkt im Ministerium erfolgen. Nur Sekundenbruchteile vor der Detonation kann Brewer die Bombe in Mauros Spielzeug-Dinosaurier aus dem Fenster werfen. Brewer und Brandt verfolgen Selena. Sie erschießt Brandt, doch Brewer kann sie bis hinunter in die Kelleranlagen verfolgen. Dort wartet Claudio auf einem Motorrad. Brewer kann jedoch die Ausgänge schließen. Im abschließenden Showdown demoliert er mit einem Feuerwehrbeil Gasleitungen, und die Schüsse der Terroristen lösen eine Feuerwand aus, die das Motorrad zu Fall bringt. Im Handgemenge kann Brewer Selena und Claudio Perrini töten und im letzten Moment verhindern, dass Claudio mit seinem Mobiltelefon eine weitere in einem Fahrzeug deponierte Bombe zur Explosion bringt.
Brewer sucht und findet Mauro, trägt ihn zu einem Fahrzeug und fährt mit ihm davon.
Während dieser Szene erfährt der Zuschauer von einer Reporterstimme, dass Cpt. Gordon Brewer vom Präsidenten die Freiheitsmedaille verliehen bekommen soll, aber kein Statement von ihm vorliegt, weil er nicht zu erreichen sei.

## Synchronisation
Die deutsche Synchronisation entstand nach einem Dialogbuch und unter der Dialogregie von Dr. Michael Nowka im Auftrag der Berliner Synchron GmbH Wenzel Lüdecke.
| Darsteller            | Sprecher                 | Rolle                          |
| --------------------- | ------------------------ | ------------------------------ |
| Arnold Schwarzenegger | Thomas Danneberg         | Gordy Brewer                   |
| Francesca Neri        | Anke Reitzenstein        | Selena Perrini                 |
| Elias Koteas          | Ingo Albrecht            | Peter Brandt                   |
| Cliff Curtis          | Stefan Gossler           | Claudio Perrini                |
| John Leguizamo        | Torsten Michaelis        | Felix Ramirez                  |
| John Turturro         | Stefan Fredrich          | Sean Armstrong                 |
| Jane Lynch            | Christin Marquitan       | Agent Russo                    |
| Lindsay Frost         | Heike Schroetter         | Anne Brewer                    |
| Millie Slavin         | Gisela Fritsch           | Außenministerin Barbara Ramsey |
| Bruce Ramsay          | Michael Nowka            | Brandts Helfer                 |
| Jorge Zepeda          | Roland Hemmo             | Colonel Roche                  |
| Shelley Malil         | Michael Nowka            | Doktor                         |
| Harry Lennix          | Engelbert von Nordhausen | Dray                           |
| J. Kenneth Campbell   | Gerhard Paul             | Ed Coonts                      |
| John Verea            | Bernd Vollbrecht         | Ephraim Ortiz-Dominguez        |
| Pedro Damián          | Jan Spitzer              | Guerilla Motorista             |
| Michael Milhoan       | Bernd Schramm            | Jack                           |
| Miguel Sandoval       | Klaus Sonnenschein       | Joe Phipps                     |
| Ethan Dampf           | Maximilian Artajo        | Matt Brewer                    |
| Salvador Sánchez      | Erich Räuker             | Peddler                        |
| Jsu Garcia            | Tom Vogt                 | Roman                          |
| Rick Worthy           | Olaf Reichmann           | Ronnie                         |
| Jossara Jinaro        | Iris Artajo              | Rosetta                        |
| Michael Cavanaugh     | Friedrich Georg Beckhaus | Senator Paul Devereaux         |
| Madison Mason         | Christian Rode           | Staatssekretär Shrub           |

## Kritiken
Der Film erhielt überwiegend negative Kritiken. Das Filmkritik-Portal Rotten Tomatoes gibt für den Film 19 % positive Rezensionen an und er hat einen Metascore von 33 von 100 bei Metacritic.
Das Lexikon des internationalen Films schrieb: „Eindimensionaler Actionfilm vor dem Hintergrund von Drogenhandel und internationalem Terrorismus, der sich nicht um eine Vertiefung der Probleme bemüht, sondern sein Heil in aberwitzigen Wendungen sucht. Nicht mehr als ein Star-Vehikel für Arnold Schwarzenegger, der in seine alten Rollenklischees zurückfällt.“
Prisma meinte: „Das ist wohl einer der blödsinnigsten und schlechtesten Filme des Jahres 2001. [...] Denn dieser Streifen entbehrt nicht nur jeglicher Logik, sondern ist wegen seiner Selbstjustiz-Aussage auch noch strunzdumm und deshalb hochgradig gefährlich.“

## Hintergrund
Das Drehbuch enthielt ursprünglich eine Szene, in der die berühmte kolumbianische Schauspielerin Sofia Vergara ein Flugzeug entführt. Nach den Anschlägen auf das World Trade Center am 11. September 2001 wurde diese Szene neben weiteren als „unpatriotisch“ empfundenen Elementen aus dem Drehbuch entfernt. Da der Film die Folgen von Terrorismus behandelt, wurde nach den Anschlägen auch der Starttermin des Filmes auf den 8. Februar 2002 verschoben – ursprünglich war die Veröffentlichung für den 5. Oktober 2001 vorgesehen.